# 小行星18162
小行星18162（18162 Denlea）是一颗绕太阳运转的小行星，为主小行星带小行星。该小行星于2000年8月1日发现。

## 轨道参数
小行星18162的轨道半长轴为2.2901910 UA，离心率为0.076。